# 테세로

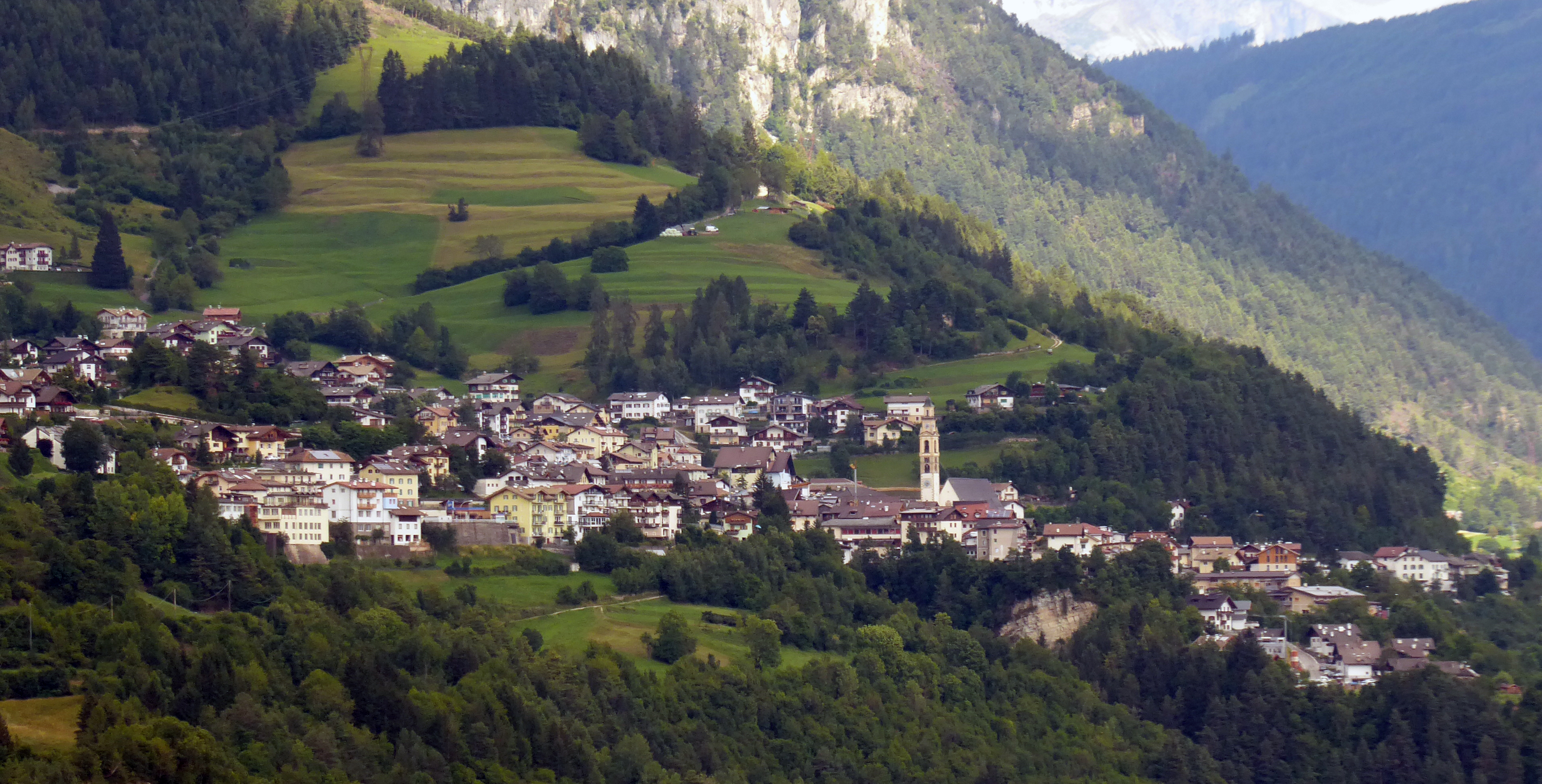

테세로(Tesero)는 이탈리아의 도시로 트렌티노알토아디제주에 위치해 있다.